# Лешу (Бистрица-Насауд)
Лешу (рум. Leşu) насеље је у Румунији у округу Бистрица-Насауд у општини Лешу. Oпштина се налази на надморској висини од 582 m.

## Становништво
Према подацима из 2002. године у насељу је живело 2995 становника, од којих су сви румунске националности.

### Хронологија
| Година       | 1992 | 1993 | 1994 | 1995 | 1996 | 1997 | 1998 | 1999 | 2000 | 2001 | 2002 | 2003 | 2004 | 2005 | 2006 | 2007 | 2008 | 2009 | 2010 | 2011 | 2012 | 2013 | 2014 | 2015 | 2016 | 2017 |
| ------------ | ---- | ---- | ---- | ---- | ---- | ---- | ---- | ---- | ---- | ---- | ---- | ---- | ---- | ---- | ---- | ---- | ---- | ---- | ---- | ---- | ---- | ---- | ---- | ---- | ---- | ---- |
| Становништво | 3363 | 3323 | 3290 | 3360 | 3326 | 3284 | 3236 | 3223 | 3203 | 3211 | 3227 | 3202 | 3179 | 3146 | 3144 | 3132 | 3109 | 3096 | 3073 | 3042 | 3038 | 3000 | 2984 | 2958 | 2948 | 2902 |